# Antonio Arias Fernandez
Antonio Arias Fernández (Madrid, 1614 – Madrid, 1684) è stato un pittore spagnolo del periodo barocco.

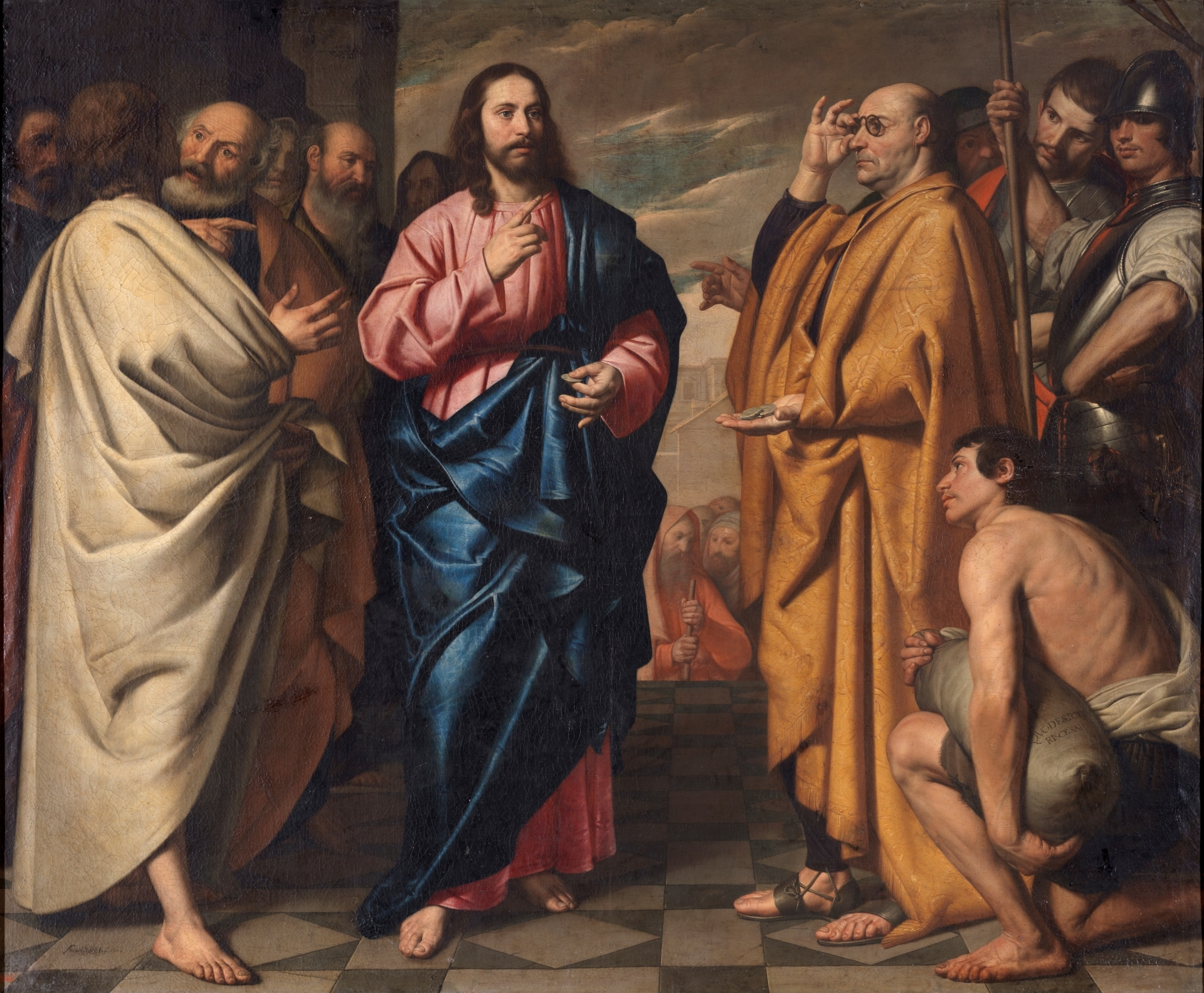
La moneta di Cesare, Museo del Prado.

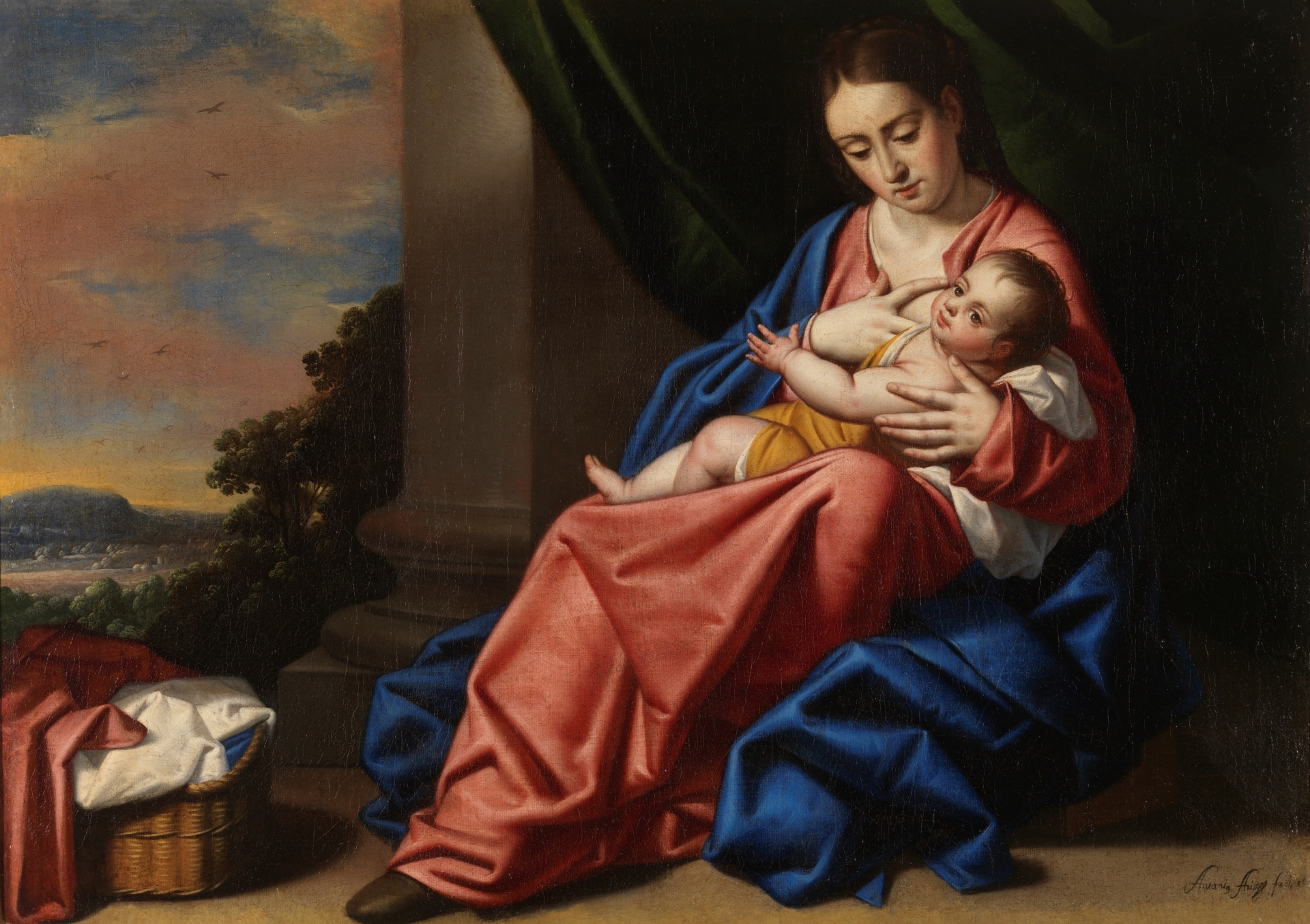
Vergine con il Bambin Gesù, Museo del Prado.

Si inserì nella pittura cinquecentesca spagnola, non disdegnando pale d'altare e ritratti.

## Opere
- Pala dei Carmelitani Scalzi (1628, Toledo, perduta)
- Carlos V e Felipe II (1639, Università di Granada)
- La Vergine del Rosario (164?, Madrid, Chiesa di San Pascual)
- Cristo raccoglie i suoi vestiti (1645, Madrid, Convento de las Carboneras)
- La moneta di Cesare (1646, Museo del Prado)
- Vergine con il Bambin Gesù (1655 ca., Museo del Prado)
- Sant'Agostino e Santa Monica (1656, Madrid, chiesa del Real Monasterio de Santa Isabel)
- Cammino del Calvario (1657, Madrid, Convento de San Pascual, originariamente eseguito per il chiostro del Convento de San Felipe el Real, sempre a Madrid)
- Lavanda dei piedi agli Apostoli (1657, Pontevedra, Museo Provincial de Pontevedra, originariamente eseguito per il chiostro del Convento de San Felipe el Real, a Madrid)
- Vergine con Cristo morto tra le braccia e San Giovanni (1658, León, Monasterio de las Carvajalas)
- Sant'Antonio abate (1675, Madrid, Convento de don Juan de Alarcón)